# یواس‌اس کارولینا (۱۹۰۶)
یواس‌اس کارولینا (۱۹۰۶) (به انگلیسی: USS Carolina (1906)) یک کشتی بود که طول آن ۵۷ فوت ۶ اینچ (۱۷٫۵۳ متر) بود. این کشتی در سال ۱۹۰۶ ساخته شد.